# غاري ديفور
غاري ديفور (بالإنجليزية: Gary DeVore)‏ هو كاتب سيناريو أمريكي، ولد في 17 سبتمبر 1941، وتوفي في 28 يونيو 1997 في سانتا فيه في الولايات المتحدة.

## وصلات خارجية
- غاري ديفور على موقع IMDb (الإنجليزية)
- غاري ديفور على موقع ألو سيني (الفرنسية)
- غاري ديفور على موقع قاعدة بيانات الأفلام السويدية (السويدية)
- غاري ديفور على موقع قاعدة بيانات الفيلم (الإنجليزية)
- غاري ديفور على موقع كينوبويسك (الروسية)